# Деулинско примирие
Деулинското примирие (известно също като мирът или договорът на Дивилино) е подписан на 11 декември 1618 г. и влиза в сила на 4 януари 1619 г. С него приключва Полско-московската война (1605 – 1618) между Великото литовско княжество и Руското царство.
Споразумението бележи най-голямото географско разширение на Литовската държавата (0,99 млн. кв. км.) до момента, в който държавната общност признава загубата на Ливония през 1629 г. Държавното обединение придобива контрол над войските на Смоленск и Черниговското войводство. Примирието трябвало да изтече след 14,5 години. Страните разменили затворници, включително Филарет Романов, патриарх на Москва.
Владислав IV, син на крал Сигизмунд III Васа, се отказва от претенциите си за Mосковския престол. Поради тази причина, през 1632 г., когато срокът на Деулинското примирие изтича и Сигизмунд III умира, военните действия били незабавно възобновени по време на конфликт, известен като Смоленската война, която приключила с т.нар. Поляновски мир от 1634 г.